# Targa Florio 1965

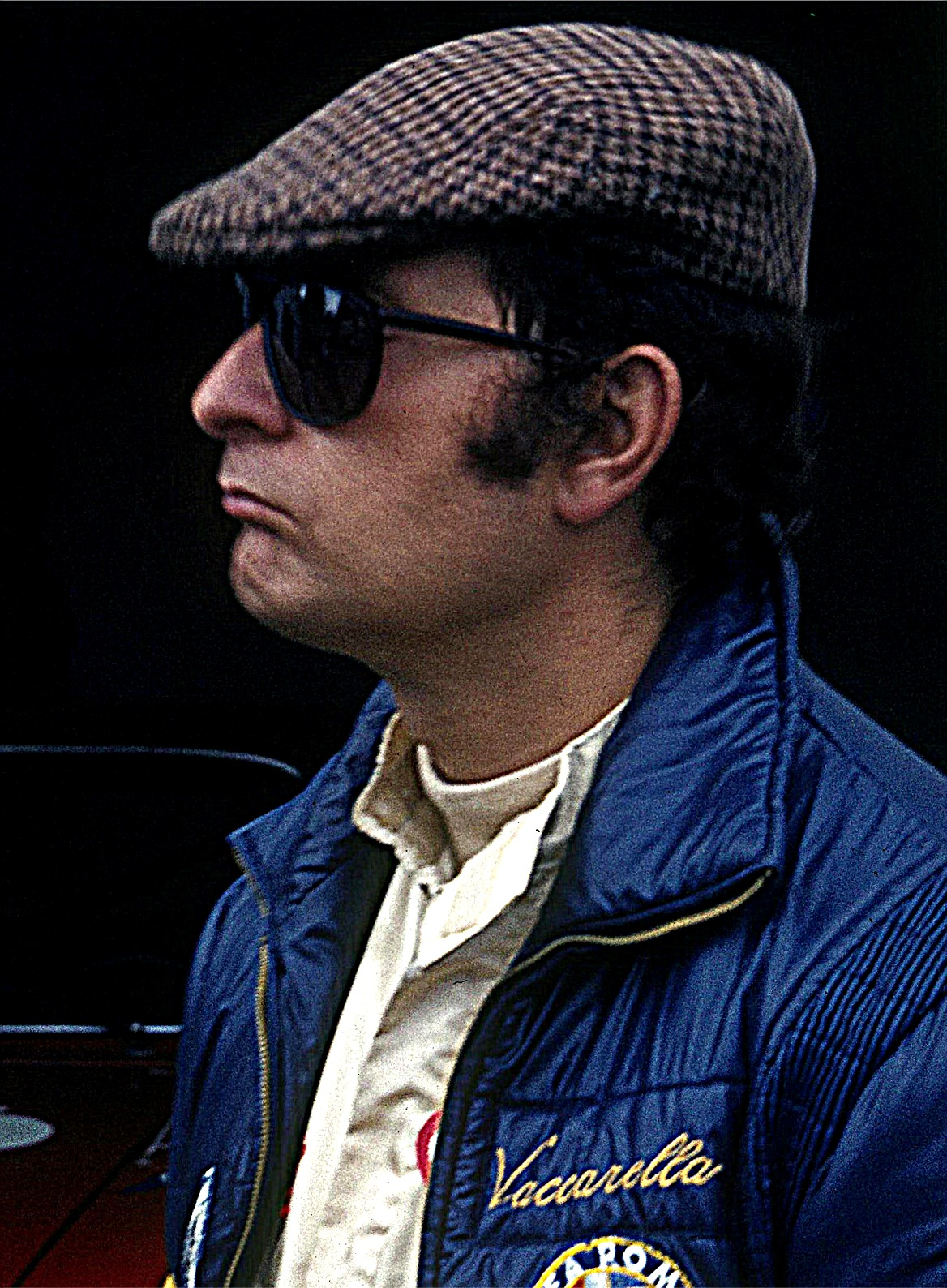
Nino Vaccarella war nach Vincenzo Truck, Francesco Ciuppa und Antonio Pucci der vierte Sizilianer, der die Targa Florio gewann

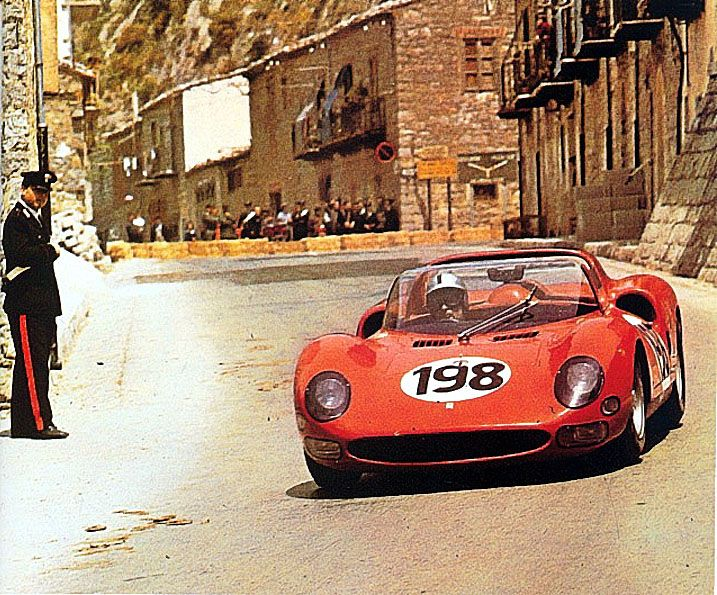
Der siegreiche Ferrari 275P2 von Vaccarella und Lorenzo Bandini in der Ortschaft Collesano

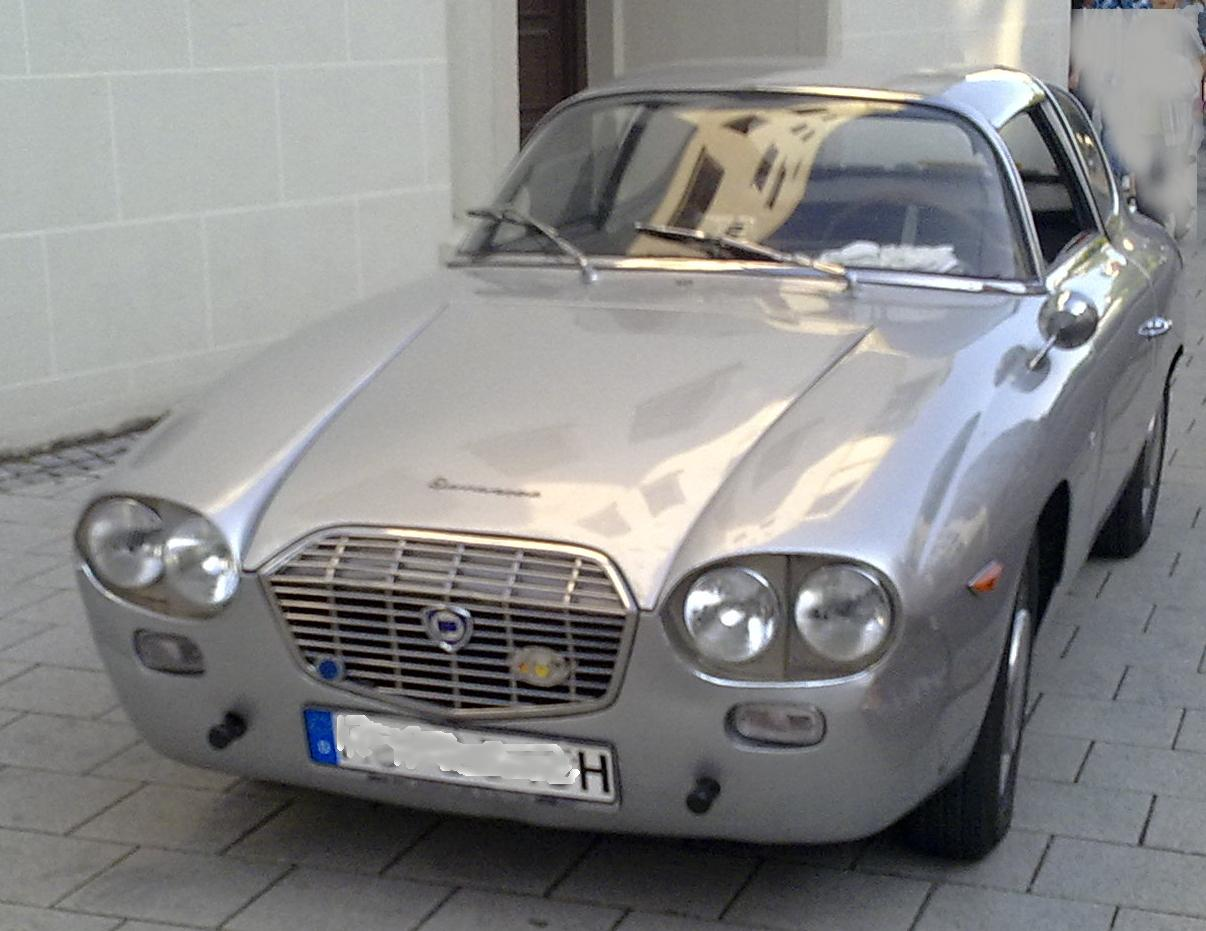
Lancia Flavis Zagato, den Marco Crosina und Claudio Maglioli an die 19. Stelle der Gesamtwertung fuhren

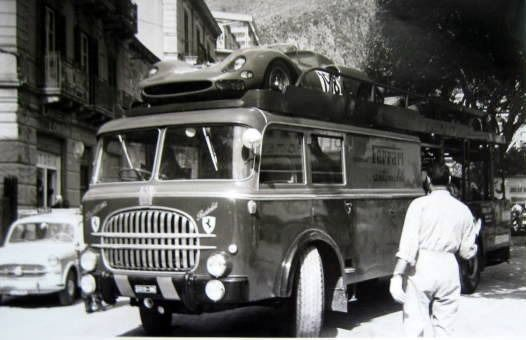
Der Scuderia-Ferrari-Renntransporter

Die 49. Targa Florio, auch 49° Targa Florio, Piccolo Circuito delle Madonie, Sicilia, auf Sizilien fand am 6. Mai 1965 statt und war der siebte Wertungslauf der Sportwagen-Weltmeisterschaft dieses Jahres.

## Das Rennen
Mit großem Engagement bestritt die Scuderia Ferrari die 49. Ausgabe der Targa Florio. Neben neuen Fahrzeugen kamen auch so gut wie alle Werksfahrer der Scuderia zum Einsatz. In Maranello entschied man bereits im Vorfeld, zugunsten des 3,3-Liter-275P2 auf das leistungsstärkere Schwestermodell 330P2 zu verzichten. Der 4-Liter-Wagen konnte zwar mit einer größeren Motorleistung aufwarten, Ferrari-Rennleiter Eugenio Dragoni befürchtete jedoch, dass diese Mehrleistung auf der kurvenreichen Strecke kaum zu bewältigen wäre. Drei Prototypen wurden den Fahrerteams Nino Vaccarella/Lorenzo Bandini, Jean Guichet/Giancarlo Baghetti sowie Mike Parkes und Ludovico Scarfiotti anvertraut. Das vierte von der Scuderia gemeldete Fahrzeug war ein Ferrari 275 GTB. Als Partner von Giampiero Biscaldi fuhr der 1942 in Bologna geborene Bruno Deserti erstmals einen Werks-Ferrari im Rennen.
Großer Gegner von Ferrari war wie in den letzten Jahren die Werksmannschaft von Porsche. Das deutsche Team hatte die letzten beiden Veranstaltungen in Sizilien für sich entschieden. 1963 siegten Joakim Bonnier und Carlo-Maria Abate auf einem Porsche 718 GTR Coupé; die Gesamtwertung des Vorjahres sicherten sich der Sizilianer Antonio Pucci und der Brite Colin Davis auf einem Porsche 904 GTS. Das Rennen 1965 bestritt Davis gemeinsam mit Gerhard Mitter. Dabei kam der Porsche 904/8 Bergspyder zum Einsatz, ein speziell für Bergrennen entwickelter Rennwagen. Die beiden 6-Zylinder-904 wurden von Umberto Maglioli, Herbert Linge und Antonio Pucci gefahren. Der Italiener bekam mit Günter Klass einen neuen Teamkollegen. Der 8-Zylinder-904 war in den erfahrenen Händen von Graham Hill und Joakim Bonnier. Der meistfotografierte nichtitalienische Wagen war jedoch der Ford GT40, den Carroll Shelby für Bob Bondurant und John Whitmore vorbereitet hatte.
Wie immer gingen die Fahrzeuge nach den Trainingszeiten gestaffelt im 20-Sekunden-Abstand auf die Piste, denn Überholmanöver waren auf der engen Strecke schwierig, und ein Start im Pulk somit undenkbar. Nachdem Nino Vaccarella im Training als erster Fahrer unter 40 Minuten für eine Runde auf der 72 km langen Strecke blieb, galten er und Teamkollege Bandini als Favoriten auf den Sieg. Vom Start weg wurde Vaccarella dieser Rolle gerecht, und bis zum Fahrerwechsel nach der fünften Runde hatte er nach Rekordrunden einen Vorsprung von mehr als 5 Minuten auf seinen Teamkollegen Baghetti herausgefahren. Beim Boxenstopp zeigte sich auch, dass Vaccarella seinem Ruf, ein präziser und materialschonender Fahrer zu sein, voll gerecht wurde. Obwohl noch nie ein Fahrzeug so schnell über den Kurs bewegt wurde, zeigte der 275P2 so gut wie keine Verschleißerscheinungen. Das Wechseln der Bremsbeläge war eine Vorsichtsmaßnahme und wurde von Dragoni nur deshalb angeordnet, weil der Vorsprung so groß war. Die gebrauchten Reifen waren rundum gleichmäßig abgefahren, was den Schluss zuließ, dass sich der in Palermo geborene Vaccarella nicht ein einziges Mal verbremst hatte.
Wie wichtig der große Vorsprung für die Scuderia war, zeigte sich im weiteren Verlauf des Rennens. Da die weiteren Werks-Ferrari ausfielen, war in den letzten Runden nurmehr der Vaccarella/Bandini-Wagen auf der Strecke, während noch alle vier Porsche ohne Probleme von ihren Fahrern bewegt wurden. Da der Vorsprung aber so groß war, musste Lorenzo Bandini nurmehr diesen verwalten und konnte den Prototyp schonen. Das Ziel erreichte er als Erster, mehr als vier Minuten vor dem Porsche von Colin Davis und Gerhard Mitter.

## Ergebnisse

### Schlussklassement
| 1               | P 3.0     | 198 | SpA Ferrari SEFAC             | Nino Vaccarella Lorenzo Bandini                                                                 | Ferrari 275P2               | 10 |
| 2               | P 2.0     | 182 | Porsche System Engineering    | Colin Davis Gerhard Mitter                                                                      | Porsche 904/8 Bergspyder    | 10 |
| 3               | P 2.0     | 176 | Porsche System Engineering    | Umberto Maglioli Herbert Linge                                                                  | Porsche 904/6               | 10 |
| 4               | P 2.0     | 174 | Porsche System Engineering    | Joakim Bonnier Graham Hill                                                                      | Porsche 904/8               | 10 |
| 5               | GT 2.0    | 94  | Porsche System Engineering    | Antonio Pucci Günter Klass                                                                      | Porsche 904 GTS             | 10 |
| 6               | P 1.6     | 152 | Abarth & Cie                  | Hans Herrmann Leo Cella                                                                         | Abarth 1600 OT Spyder       | 10 |
| 7               | GT 1.6    | 70  | Autodelta SpA                 | Lucien Bianchi Jean Rolland                                                                     | Alfa Romeo Giulia TZ        | 10 |
| 8               | GT-N +2.5 | 132 | Scuderia Sant Ambroeus        | Luigi Taramazzo Oddone Sigala                                                                   | Ferrari 250LM               | 10 |
| 9               | GT 1.6    | 58  | Scuderia Etna                 | Giuseppe Sirugo Vincenzo Arena                                                                  | Alfa Romeo Giulia TZ        | 10 |
| 10              | GT 1.3    | 26  | Abarth & Cie                  | Salvatore Calascibetta Giuseppe Virgilio                                                        | Abarth-Simca 1300 Bialbero  | 10 |
| 11              | GT 1.3    | 44  | Dick Jacobs British Motor Co. | Paddy Hopkirk Andrew Hedges                                                                     | MG Midget                   | 10 |
| 12              | GT 3.0    | 118 | Scuderia Pegaso               | Clemente Ravetto Gaetano Starrabba                                                              | Ferrari 250 GTO/64          | 10 |
| 13              | GT 1.3    | 22  | Société Automobiles Alpine    | Jean Vinatier Roger Delageneste                                                                 | Alpine A110                 | 10 |
| 14              | GT-N +2.5 | 136 | Antonio Nicodemi              | Antonio Nicodemi Francesco Lessona                                                              | Ferrari 250LM               | 10 |
| 15              | P 1.6     | 154 | British Motor Co.             | Rauno Aaltonen Clive Baker                                                                      | Austin-Healey Sprite        | 9  |
| 16              | P + 3.0   | 192 | Vita Foam Racing Team         | Peter Harper Rupert Jones                                                                       | Sunbeam Tiger               | 9  |
| 17              | GT 1.6    | 54  | Scuderia Sant Ambroeus        | Girolamo Capra Maurizio Pinchetti                                                               | Alfa Romeo Giulia TZ        | 9  |
| 18              | P 1.6     | 162 | Scuderia Sant Ambroeus        | Giorgio Pianta Giorgio Bassi                                                                    | ASA RB613                   | 9  |
| 19              | P 2.0     | 178 | HF Squadra Corse              | Marco Crosina Claudio Maglioli                                                                  | Lancia Flavia Zagato        | 9  |
| 20              | GT 1.3    | 24  | Sagittario                    | Pietro Laureati Carlo Fabri                                                                     | Abarth-Simca 1300 Bialbero  | 9  |
| 21              | GT 3.0    | 108 | British Motor Co.             | Paul Hawkins Timo Mäkinen                                                                       | Austin-Healey 3000 Hardtop  | 9  |
| 22              | GT 1.3    | 12  | Alfonso Merendino             | Alfonso Merendino Emanuele Trapani                                                              | Alfa Romeo Giulietta SZ     | 9  |
| 23              | P 1.6     | 158 | Scuderia Sant Ambroeus        | Sergio Pedretti Giuseppe Bardini                                                                | ASA RB613                   | 9  |
| 24              | GT 1.6    | 56  | Apulia                        | Paolo Gargano Ludovico Denza                                                                    | Alfa Romeo Giulia TZ        | 9  |
| 25              | GT 1.6    | 60  | Apulia                        | Giorgio Benini G. Frola                                                                         | Alfa Romeo Giulia TZ        | 9  |
| 26              | GT 1.3    | 34  | Aretusa                       | Vincenzo Messina Gianni Carpinteri                                                              | Alfa Romeo Giulietta SS     | 9  |
| 27              | GT 1.3    | 2   | Société Automobiles Alpine    | Joseph Thomas Claude Sage                                                                       | Alpine A110                 | 9  |
| 28              | GT 1.3    | 48  | Vittorio Orlando              | Vittorio Orlando Emanuele Benedetto                                                             | Alfa Romeo Giulietta SZ     | 9  |
| 29              | GT 1.3    | 14  | Scuderia Pegaso               | Pietro Lo Piccolo Salvatore Sutera                                                              | Alfa Romeo Giulietta SZ     | 9  |
| 30              | GT 3.0    | 112 | A Bossa                       | Luigi Mosca Tullio Sergio Marchesi                                                              | Ferrari 250 GTO             | 9  |
| Nicht klassiert |           |     |                               |                                                                                                 |                             |    |
| 31              | P 3.0     | 184 | Scuderia Pegaso               | Franco Tagliavia Silvestre Semilia                                                              | Ferrari 500TRC              | 9  |
| 32              | GT 3.0    | 106 | Scuderia Pegaso               | Mario Raimondo Gaetano Lo Jacono                                                                | Lancia Flaminia             | 8  |
| 33              | P + 3.0   | 196 | SpA Ferrari SEFAC             | Giampiero Biscaldi Bruno Deserti                                                                | Ferrari 275 GTB             | 8  |
| 34              | GT 3.0    | 116 | Robert Blouin                 | Robert Blouin Jean-Claude Sauer                                                                 | Ferrari 250 GT Lusso        | 7  |
| Ausgefallen     |           |     |                               |                                                                                                 |                             |    |
| 35              | GT-N +2.5 | 138 | Jolly Club                    | Sergio Bettoja Andrea de Adamich Mario Casoni                                                   | Ferrari 250 LM              | 8  |
| 36              | P + 3.0   | 194 | Ford Advanced Vehicles        | Bob Bondurant John Whitmore                                                                     | Ford GT40 Roadster          | 8  |
| 37              | GT 1.3    | 4   | Antonio Petruzzi              | Antonio Petruzzi Antonio Porro                                                                  | Alfa Romeo Giulietta SZ     | 6  |
| 38              | GT 1.3    | 28  | Abarth & Cie                  | Angelo Giliberti André Knörr                                                                    | Abarth-Simca 1300 Bialbero  | 6  |
| 39              | GT 1.6    | 64  | Autodelta SpA                 | Roberto Bussinello Nino Todaro                                                                  | Alfa Romeo Giulia TZ2       | 6  |
| 40              | P + 3.0   | 204 | SpA Ferrari SEFAC             | Jean Guichet Giancarlo Baghetti                                                                 | Ferrari 275P2               | 6  |
| 41              | GT 1.3    | 16  | Scuderia Pegaso               | Francesco Santoro Vincenzo Mirto Randazzo                                                       | Alfa Romeo Giulietta SZ     | 5  |
| 42              | GT 1.3    | 30  | Scuderia Etna                 | Alfio Gambero Angelo Bonaccorsi                                                                 | Abarth-Simca 1300 Bialbero  | 5  |
| 43              | GT 1.3    | 36  | Scuderia Etna                 | Mauro Battista Alfio Monaco                                                                     | Alfa Romeo Giulietta SZ     | 5  |
| 44              | GT 3.0    | 114 | Scuderia Pegaso               | Ignazio Capuano Ferdinando Latteri                                                              | Ferrari 250 GTO             | 5  |
| 45              | GT 1.3    | 20  | Guido Garufi                  | Guido Garufi Antonio di Salvo                                                                   | Abarth-Simca 1300 Bialbero  | 4  |
| 46              | GT 1.6    | 72  | Salvatore Panepinto           | Salvatore Panepinto Giuseppe Parla                                                              | Alfa Romeo Giulia TZ        | 4  |
| 47              | GT-N +2.5 | 140 | Cesare Toppetti               | Cesare Toppetti Maurizio Grana                                                                  | Ferrari 250LM               | 4  |
| 48              | P 1.6     | 164 | Société Automobiles Alpine    | Mauro Bianchi Henri Grandsire                                                                   | Alpine M65                  | 4  |
| 49              | P 1.6     | 166 | Autodelta SpA                 | Alessandro Federico Mário de Araújo Cabral                                                      | Alfa Romeo GTA              | 4  |
| 50              | GT 1.3    | 42  | Franco Lisitano               | Franco Lisitano Domenico Patti                                                                  | Alfa Romeo Giulietta SS     | 2  |
| 51              | GT 1.6    | 52  | Autodelta SpA                 | Carlo Zuccoli Teodoro Zeccoli                                                                   | Alfa Romeo Giulia TZ        | 2  |
| 52              | GT 2.0    | 96  | Arthur Swanson                | Robert Ennis Arthur Swanson                                                                     | Abarth-Simca 2000GT         | 2  |
| 53              | GT 3.0    | 102 | Scuderia Filipinetti          | Michel de Bourbon-Parma Claude Bourillot                                                        | Ferrari 250 GTO             | 2  |
| 54              | P + 3.0   | 202 | SpA Ferrari SEFAC             | Ludovico Scarfiotti Mike Parkes                                                                 | Ferrari 275P2               | 2  |
| 55              | GT 1.3    | 10  | Scuderia Pegaso               | "Bit" Giuseppe Garofalo                                                                         | Alfa Romeo Giulietta SZ     | 1  |
| 56              | GT 1.3    | 40  | Giuseppe Asciutto             | Giuseppe Asciutto Antonio Gagliardo                                                             | Alfa Romeo Giulietta Sprint | 1  |
| 57              | GT 1.3    | 46  | Abarth & Cie                  | Herbert Demetz Anzio Zucchi                                                                     | Abarth-Simca 1300 Bialbero  | 1  |
| 58              | GT 1.3    | 6   | Société Automobiles Alpine    | Jacques Cheinisse Jean-Pierre Hanrioud                                                          | Alpine A110                 | 1  |
| 59              | GT 2.0    | 82  | Giancarlo Maestrini           | Giancarlo Maestrini Luigi Rinaldi                                                               | Porsche 904 GTS             | 1  |
| Nicht gestartet |           |     |                               |                                                                                                 |                             |    |
| 60              | GT 1.3    | 8   | Aretusa                       | Cesare di Belmonte Francesco Piccione                                                           | Alfa Romeo Giulietta SZ     | 1  |
| 61              | GT 1.3    | 38  | Nettuno                       | Bartolomeo Donato Rosario Montalbano                                                            | Abarth-Simca 1300 Bialbero  | 2  |
| 62              | GT 2.0    | 90  | Porsche System Engineering    | Andrea Vianini                                                                                  | Porsche 904 GTS             | 3  |
| 63              | GT 3.0    | 110 | Scuderia Pegaso               | Antonio Scimone Sergio Mantia                                                                   | Lancia Flaminia             | 4  |
| 64              | P + 3.0   | T   | SpA Ferrari SEFAC             | Nino Vaccarella Lorenzo Bandini Jean Guichet Giancarlo Baghetti Ludovico Scarfiotti Mike Parkes | Ferrari 275 GTB             | 5  |
| 65              | P 2.0     | T   | Porsche System Engineering    | Antonio Pucci Günter Klass                                                                      | Porsche 904/6               | 6  |
| 66              | GT 2.0    | T   | Porsche System Engineering    | Umberto Maglioli Herbert Linge                                                                  | Porsche 911                 | 7  |

1nicht gestartet
2nicht gestartet
3Unfall im Training
4nicht gestartet
5Trainingswagen
6Trainingswagen
7Trainingswagen

### Nur in der Meldeliste
Zu diesem Rennen sind keine weiteren Meldungen bekannt.

### Klassensieger
| Klasse    | Fahrer                  | Fahrer            | Fahrzeug                   | Platzierung im Gesamtklassement |
| --------- | ----------------------- | ----------------- | -------------------------- | ------------------------------- |
| P + 3.0   | Nino Vaccarella         | Lorenzo Bandini   | Ferrari 275P2              | Gesamtsieg                      |
| P 3.0     | kein Teilnehmer im Ziel |                   |                            |                                 |
| P 2.0     | Colin Davis             | Gerhard Mitter    | Porsche 904/8 Bergspyder   | Rang 2                          |
| P 1.6     | Hans Herrmann           | Leo Cella         | Abarth 1600OT Spyder       | Rang 6                          |
| GT-N +2.5 | Luigi Taramazzo         | Oddone Sigala     | Ferrari 250LM              | Rang 8                          |
| GT 3.0    | Clemente Ravetto        | Gaetano Starrabba | Ferrari 250 GTO/64         | Rang 12                         |
| GT 2.0    | Antonio Pucci           | Günter Klass      | Porsche 904 GTS            | Rang 5                          |
| GT 1.6    | Lucien Bianchi          | Jean Rolland      | Alfa Romeo Giulia TZ       | Rang 7                          |
| GT 1.3    | Salvatore Calascibetta  | Giuseppe Virgilio | Abarth-Simca 1300 Bialbero | Rang 10                         |

### Renndaten
- Gemeldet: 66
- Gestartet: 59
- Gewertet: 30
- Rennklassen: 9
- Zuschauer: 250.000
- Wetter am Renntag: heiß und trocken
- Streckenlänge: 72,000 km
- Fahrzeit des Siegerteams: 7:01:12,200 Stunden
- Gesamtrunden des Siegerteams: 10
- Gesamtdistanz des Siegerteams: 720,000 km
- Siegerschnitt: 102,563 km/h
- Pole Position: Nino Vaccarella – Ferrari 275P2 (#198) – 39:30,000 = 109.367 km/h
- Schnellste Rennrunde: Nino Vaccarella – Ferrari 275P2 (#198) – 39:21,000 = 109.784 km/h
- Rennserie: 7. Lauf zur Sportwagen-Weltmeisterschaft 1965
- Rennserie: 2. Lauf der Challenge Mondiale 1965
- Rennserie: 4. Lauf zur Italienischen Sportwagen-Meisterschaft 1965